# Puntate de I delitti di Valhalla
| nº | Titolo originale    | Titolo italiano | Prima TV USA     | Prima TV Italia |
| -- | ------------------- | --------------- | ---------------- | --------------- |
| 1  | "Never Before Seen" | Mai visto prima | 26 dicembre 2019 |                 |
| 2  | "The Return"        | Il ritorno      | 2 gennaio 2020   |                 |
| 3  | "Valhalla"          | Valhalla        | 9 gennaio 2020   |                 |

## Mai visto prima
- Titolo originale: "Never Before Seen"
- Diretto da: Þorður Pálsson
- Scritto da: Óttar M. Norðfjörd and Mikael Torfason

### Trama
Þór Ingimarsson viene pugnalato a morte nel porto di Reykjavik. Una detective veterana  della polizia, Kata, viene incaricata di indagare sull'omicidio. 
Nel corso delle indagini l'amante di Þor, Íris, viene inizialmente sospettata ed arrestata. Tuttavia il medico legale conclude che l'accoltellamento non potrebbe essere stato eseguito da una donna. Íris nel corso dell'interrogatorio rivela che mentre si accompagnava a Þór Ingimarsson erano stati seguiti per tutta la notte da un misterioso uomo mascherato. Le telecamere di sorveglianza confermano la versione della donna. Più tardi, un altro uomo, Ómar Karlsson, viene assassinato. Entrambe le vittime riportano identiche ferite da taglio sugli occhi. Si fa strada l'ipotesi di un serial killer. Il commissario di polizia Magnús intende nascondere la possibile connessione al pubblico, ma Selma rivela le informazioni in una conferenza stampa. La polizia decide quindi di farsi aiutare nelle indagini da un investigatore norvegese, Arnar.

## Il ritorno
- Titolo originale: "The Return"
- Diretto da: Þorður Pálsson
- Scritto da: Óttar M. Norðfjörd and Mikael Torfason

### Trama
L'investigatore straniero che collabora con gli islandesi è Arnar Böðvarsson, un islandese espatriato che vive a Oslo, in Norvegia. Arnar si rende conto che entrambe le vittime devono aver conosciuto il loro assassino: lo deduce dal fatto che esse non presentano ferite da difesa. 
Nella cassaforte di una delle vittime, Ómar, viene trovata una busta, contenente una fotografia di Þór, Ómar, una donna sconosciuta e un gruppo di adolescenti. Il figlio di Ómar, Ragnar, riconosce la fotografia: è stata scattata anni prima al personale e ad alcuni residenti di Valhalla, un riformatorio situato vicino a Borgarnes. Ragnar identifica anche la donna sconosciuta come Brynja Þorsteinsdóttir. Hákon Jensen, il capo della polizia di Borgarnes, visita la casa di Brynja e scopre che è scomparsa. Kata si reca quindi a Valhalla e rinviene il corpo di Brynja: anche in questo caso la donna riporta ferite agli occhi simili a quelle delle altre vittime.

## Valhalla
- Titolo originale: "Valhalla"
- Diretto da: David Óskar Ólafsson
- Scritto da: Óttar M. Norðfjörd and Mikael Torfason

### Trama
Gli investigatori si recano in una casa vicina al luogo del ritrovamento del cadavere di Brynja. La bimba di casa ha visto nei giorni precedenti delle macchine muoversi verso Valhalla e, in risposta alle domande di Kata, disegna un fuoristrada ed una piccola auto grigia. Arnar, nell'abitazione di Brynja trova la stessa fotografia scattata nel riformatorio: dietro la foto è scritto a penna il numero 2813. Intanto Kata scopre che il video contenuto nel cellulare del figlio è il filmato di uno stupro su una ragazzina, ma di questo non dice nulla all'ex marito. Controllando un video di sorveglianza nella zona dove è avvenuto il primo omicidio, Arnar scopre che, durante la colluttazione, l'assassino perde qualcosa: si tratta di un coltello. Nessun risultato dalle impronte sulla lama: vengono intanto inviati campioni del sangue ritrovato sul coltello in Norvegia per un'analisi dettagliata. Anche Þór Ingimarsson, la prima vittima, qualche settimana prima di essere ucciso aveva ricevuto la foto di gruppo del riformatorio: Arnar la trova nella posta ricevuta dalla vittima. Il figlio di Þór racconta al poliziotto che il padre circa tre settimane prima era stato minacciato da una persona in un centro commerciale. Kata incontra uno degli ex ragazzi del riformatorio che le racconta delle angherie e delle violenze subite a Valhalla. Racconta anche di un ragazzo chiamato Tommy misteriosamente scomparso in quel periodo. Arnar ascolta un altro ragazzo di Valhalla che riconosce nella foto tutte e tre le vittime e parla di un'altra persona che faceva parte del personale del riformatorio, un certo Gummy, l'unico a suo dire che trattava lui e gli altri ragazzi umanamente: era quello che scattò la fotografia.   

## Cicatrici
- Titolo originale: "Scars"
- Diretto da: David Óskar Ólafsson
- Scritto da: Óttar M. Norðfjörd and Mikael Torfason

### Trama
La polizia rintraccia Gummi, ma arriva a casa sua troppo tardi per impedire il suo omicidio. L'assassino ancora in casa al momento dell'arrivo della polizia riesce a scappare mentre Gummi esala il suo ultimo respiro. Selma registra un'intervista televisiva con Vidar e Benedikt, in cui Vidar racconta come, oltre a tutte le violenze che i ragazzi erano costretti a subire quotidianamente, ogni settimana al Valhalla un ragazzo veniva portato in una stanza buia e violentato da un'altra persona che veniva da fuori, e mostra una cicatrice a forma di uncino sul braccio data a tutti i ragazzi come marchio. Andrés Hauksson, un detenuto ed ex residente nel Valhalla, afferma di sapere chi è l'assassino: Steinþór Jónsson, uno "psicopatico" e bullo del Valhalla. Andres dubita che Tommi, il ragazzo scomparso, sia semplicemente scappato nel bel mezzo di una bufera di neve. I genitori di Tommi, Dagný e Kristján, vengono alla stazione di polizia e forniscono un dente del figlio perso in seguita ad una caduta da bicicletta per poter fare il confronto con il DNA prelevato dallo scheletro ritrovato a Valhalla.

## In piena luce
- Titolo originale: "In Plain Sight"
- Diretto da: David Óskar Ólafsson
- Scritto da: Óttar M. Norðfjörd, Mikael Torfason and Ottó Geir Borg

### Trama
Le impronte digitali di Steinþór corrispondono a quelle sulla fotografia di Þór e le riprese di sorveglianza in un centro commerciale lo mostrano mentre discute con Þór. La polizia armata irrompe nella sua ultima residenza conosciuta, una casa di accoglienza, ma è assente. Il DNA del dente di Tommi corrisponde a quello dello scheletro trovato vicino a Valhalla; il sospetto ricade naturalmente su Steinþór. Kata individua un'auto che corrisponde alla descrizione del bambino, in un garage contenente un muro coperto di fotografie e informazioni sulle vittime. Arnar rintraccia Steinþór in una centrale elettrica abbandonata, dove trova Steinþór gravemente ferito per mano di un inconsolabile Kristján, che confessa gli omicidi. Kata arriva allo stabilimento subito dopo; Kristján fugge e le tende un'imboscata: di fronte a Kata ferita Kristján si uccide con la pistola della poliziotta.

## La stanza segreta
- Titolo originale: "Hidden place"
- Diretto da: David Óskar Ólafsson
- Scritto da: Óttar M. Norðfjörd, Mikael Torfason and Ottó Geir Borg

### Trama
Kata viene messa in congedo per aver permesso all'autore del reato di ottenere il controllo della sua pistola. Arnar interroga Steinþór in ospedale, ma questi nega il coinvolgimento nell'omicidio di Tommi, dicendo che Tommi ha tentato di assassinare lo stupratore dei ragazzi e deve essere stato ucciso per questo. La polizia festeggia la rapida risoluzione del caso, ma Arnar nota che l'omicidio di Gummi è diverso dagli altri: i suoi occhi non sono stati tagliati e le impronte di scarpe trovate sulla scena non corrispondono a quelle trovate a casa di Ómar. Selma gli dice che Gummi aveva programmato di portarle diverse fotografie. Tuttavia, Magnús decide di chiudere il caso e rimandare Arnar in Norvegia. Hákon rivede l'intervista con Vidar e usa le sue descrizioni per individuare la stanza segreta nel Valhalla dove sono avvenuti gli stupri. Telefona direttamente a Kata, che accetta di aiutare nonostante non abbia più poteri di polizia: esaminano la stanza e, trovando sangue secco, concludono che Tommi è stato assassinato lì. Ulteriori ricerche scoprono che il rapporto sul Valhalla è stato scritto da Magnús.